# Quathlambia
Quathlambia is een geslacht van steltmuggen (Limoniidae). Het geslacht telt één soort en komt voor in Zuid-Afrika.

## Soorten
- Quathlambia stuckenbergi